# Ануфриев, Игорь Константинович
Игорь Константинович Ануфриев (1938—2005) — организатор научно-исследовательских работ в области техники ТВ, лауреат Государственной премии СССР (1984).

## Биография
Окончил Ленинградский электротехнический техникум (1959) и Ленинградский институт авиационного приборостроения (ныне — ГУАП) (1965).
В 1965—1980 гг. работал в Ленинградском производственном объединении им. Козицкого, с 1974 главный инженер. В 1980—1986 гг. зам. начальника, главный инженер Пятого Главного управления МПСС СССР.
С 1991 г. директор МНИТИ (Московский научно-исследовательский телевизионный институт), с 1991 г. генеральный директор ЗАО «МНИТИ».
Доктор технических наук, профессор. Организатор научно-исследовательских работ в области техники ТВ. Автор и соавтор более 70 научных публикаций.
Лауреат Государственной премии СССР (1984). Почётный радист СССР (1988). Заслуженный машиностроитель РСФСР (1988). Награждён орденами Трудового Красного Знамени, «За заслуги перед Отечеством» IV степени.